# Enguerrand de Monstrelet

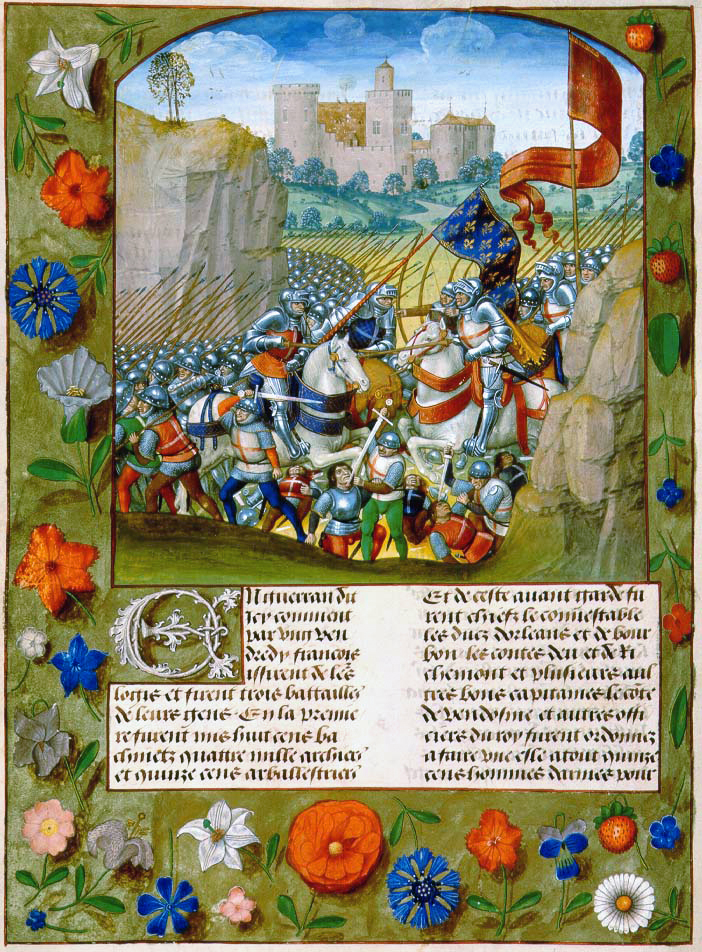
Illustratie over de Slag bij Azincourt uit de kroniek van Enguerrand de Monstrelet (Chronique de France, ca. 1495)

Enguerrand de Monstrelet (Montrelet, 1390 - Kamerijk, 20 juli 1453) was een Frans kroniekschrijver. Zijn Chroniques de Monstrelet, die in twee boeken de periode 1400-1444 bestrijken, zijn geschreven vanuit Bourgondisch oogpunt in opdracht van het huis Luxemburg.

## Loopbaan
Monstrelet kwam uit het graafschap Ponthieu. Hij behoorde tot de lagere Picardische adel en was volgens eigentijdse bronnen stalmeester voor Jan van Luxemburg in de regio Abbeville, die in 1430 in dienst van hertog Filips de Goede de onderhandelingen voerde over de uitlevering van Jeanne d'Arc aan de Engelsen. Filips stelde Monstrelet in 1436 aan als belastingontvanger in Kamerijk (hij was plaatsvervangend gavenier, inner van de graantaks geheven door de graaf van Vlaanderen op zijn vazal de bisschop van Kamerijk). In 1444 werd hij provoost van Kamerijk en het volgende jaar baljuw van Walincourt .
Monstrelet stierf in 1453 en werd begraven in minderbroederhabijt. Zijn gebeente werd in 1959 gevonden in de recolletenkapel van Kamerijk en opnieuw begraven in 1962 bij het kerkportaal.

## Kroniek
Als kroniekschrijver wordt Monstrelet beschouwd als de opvolger van Jean Froissart. Volgens Mathieu d'Escouchy, een van zijn voortzetters, stopten de aantekeningen van Monstrelet in 1444.
De Chroniques de Monstrelet staan aan de zijde van de Bourgondiërs, die tijdens de Honderdjarige Oorlog schipperden tussen de Engelsen en de Fransen. Monstrelet staat niet bekend om zijn literaire stijl en evenmin om zijn onpartijdigheid, ook al betuigt hij her en der zijn neutraliteit. Vooral zijn anti-Vlaamse gevoelens krijgen geregeld lucht, zoals bij het débâcle van Calais. Niettemin is hij een wezenlijke bron van zijn tijd. Vermoedelijk had hij toegang tot authentieke documenten en kon hij uitspraken uit eerste hand optekenen. Zo was hij in 1429 aanwezig bij het onderhoud van Filips met Jeanne d'Arc gevangen in Compiègne, waar zijn uitstekende geheugen hem echter naar eigen zeggen in de steek liet.

## Iconografie
Portretten van Monstrelet zijn te vinden in de Recueil d'Arras en in een manuscript van de Histoire d'Alexandre gemaakt voor Filips de Goede. Puur op basis van gelijkende gelaatstrekken is gespeculeerd dat Monstrelet de Man met de rode tulband zou zijn op een anoniem schilderij in het Metropolitan Museum of Art (ca. 1440-1450).

## Uitgaven
- Louis-Claude Douët-d'Arcq (ed.), La chronique d'Enguerrand de Monstrelet. En deux livres avec pièces justificatives, 1400-1444, 6 delen, 1857-1862 (vol. 1, vol. 2 ; vol. 3 ; vol. 4 ; vol. 5 ; vol. 6)
- Nathalie Desgrugillers (ed.), Chronique, vol. 1, 1400-1407, 2011

## Voetnoten
1. ↑  Josua Bruyn, "Een portret van Enguerrand de Monstrelet door Rogier van der Weyden", in: Miscellanea Jozef Duverger. Bijdragen tot de kunstgeschiedenis der Nederlanden, 1968, deel 1, p. 92-101

- Biblioteca Nacional de España: XX5443201
- Bibliothèque nationale de France: cb12463040b (data)
- Biografisch Portaal: 28154527
- Digitale Bibliotheek voor de Nederlandse Letteren: mons012
- Gemeinsame Normdatei: 100380220
- International Standard Name Identifier: 0000 0000 8359 1336
- Library of Congress Control Number: nr2002022807
- Nationale bibliotheek van Australië: 35359097
- Nationale Bibliotheek van Israël: 987007286848805171
- Nationale en Universitaire bibliotheek Zagreb: 000308743
- Nederlandse Thesaurus van Auteursnamen: 072766328
- Istituto Centrale per il Catalogo Unico: SBLV122070
- Système universitaire de documentation: 033810141
- Trove: 924681
- Virtual International Authority File: 14869706
- WorldCat: E39PBJgMB6DmxH6J3d398pTCQq